# Атассут
«Атассут» (гренл. Atassut — «Солидарность») — одна из старейших политических партий Гренландии. Основана в 1978 году. Вместе с «Демокраатит» находится на правом фланге гренландской политики. Идеология близка датской партии «Венстре» и включает экономический либерализм. В отличие от других партий — и это отражено в названии — с момента основания поддерживает развитие самоуправления Гренландии в составе содружества, в которое также входят Дания и Фарерские острова. В прошлом вместе с партией «Сиумут» играла ведущую роль, по результатам выборов 2021 года и выборов 2025 года имеет наименьшее количество представителей в парламенте Гренландии.

## История

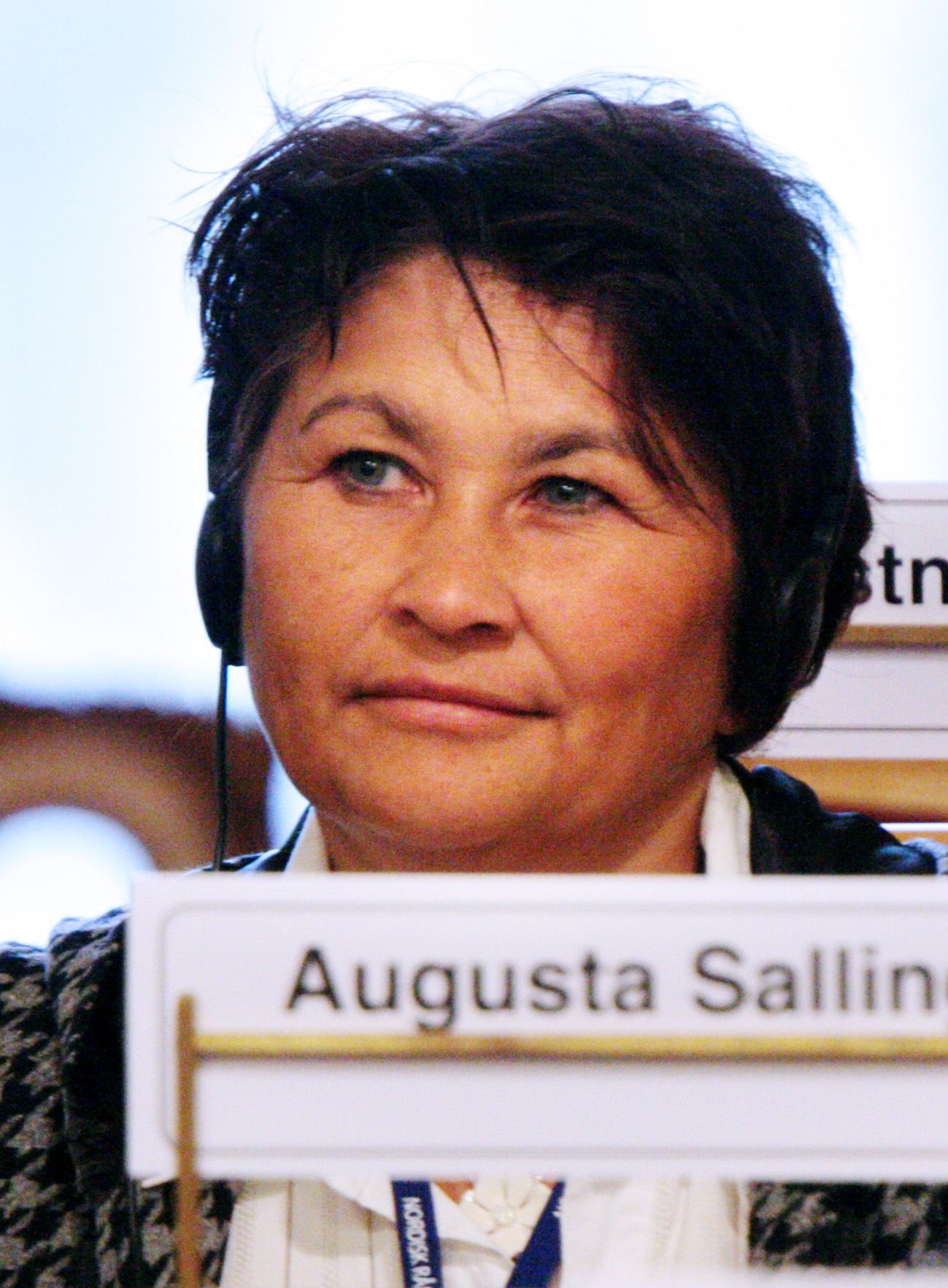
Саллинг, Аугуста, председатель «Атассут» с 2002 по 2005 год

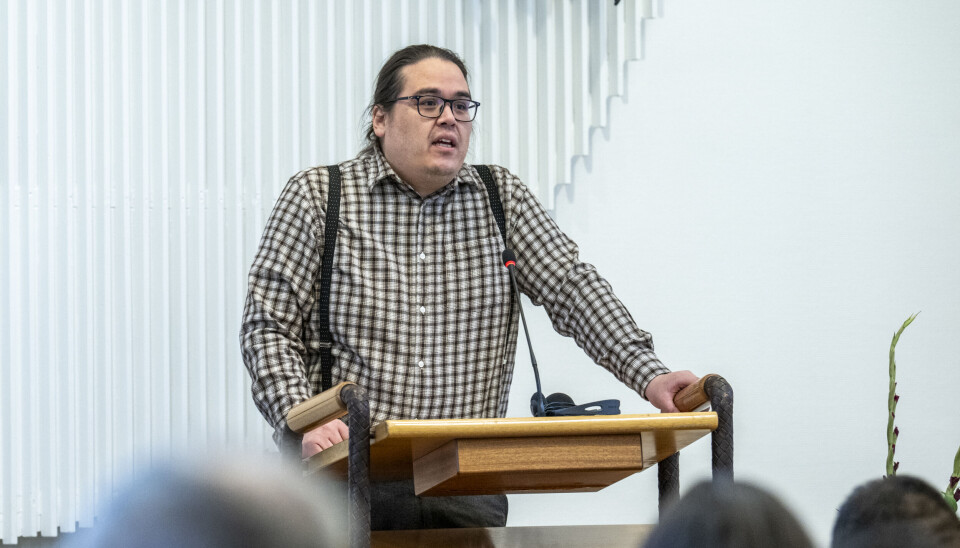
Йеримиассен, Аккалу, председатель «Атассут» с 2019 года

Председателем партии с 1979 по 1984 год был Ларс Хемниц (Lars Chemnitz; 1925—2006), председатель Национального совета Гренландии в 1971—1979 годах, член Комитета по разработке проекта «О внутреннем самоуправлении Гренландии» от 27 ноября 1978 года. Хемниц баллотировался на выборах в фолькетинг 1984 года, но переизбрали его однопартийца Отто Стеенхольтта (Otto Steenholdt; 1936—2016). После этого Хемниц объявил об уходе из политики.
В 1984 году Отто Стеенхольтт стал новым председателем партии. В 1989 году он проиграл выборы председателя партии своему брату Конраду (Konrad Steenholdt; род. 1942).
В 1993 году новым председателем стал Даниэль Скифте (Daniel Skifte; 1936—2020). В 2002 году Скифте объявил об уходе из политики.
В 2002 году новым председателем стала Аугуста Саллинг (Augusta Salling; род. 1954).
В 2005 году новым председателем стал Финн Карльстен (Finn Karlsen; род. 1952). После выборов 2009 года, на которых «Атассут» получила 3 места в парламенте Гренландии, Карльстен ушёл в отставку с поста председателя и перешёл в партию «Сиумут».
В 2009 году новым председателем стал Герхардт Петерсен (Gerhardt Petersen; 1955—2020).
В 2014 году новым председателем стал Кнуд Кристиансен (Knud Kristiansen; род. 1971). В 2017 году Кристиансен подал в отставку и перешёл в партию «Сиумут».
В 2017 году новым председателем стал Сиверт Хейльманн (Siverth K. Heilmann; род. 1953). В 2019 году Хейльманн подал в отставку.
В 2019 году новым председателем стал Аккалу Йеримиассен (Aqqalu C. Jerimiassen; род. 1986).
Отто Стеенхольтт был депутатом фолькетинга с 1977 по 1998 год, Эллен Кристофферсен (Ellen Christoffersen; род. 1972) — с 1998 по 2001 год. С 2001 года партия не представлена в фолькетинге.

## Результаты выборов в парламент Гренландии
| Год  | Число голосов | Доля голосов, % | Мест получено | Разница мест |
| ---- | ------------- | --------------- | ------------- | ------------ |
| 1979 | 7688          | 41,7            | 8 из 21       | Новая        |
| 1983 | 11 443        | 46,6            | 12 из 26      | ▲ 4          |
| 1984 | 9873          | 43,8            | 11 из 25      | ▼ 1          |
| 1987 | 10 044        | 40,1            | 11 из 26      | ▬ 0          |
| 1991 | 7536          | 30,1            | 8 из 27       | ▼ 3          |
| 1995 | 7674          | 30,1            | 10 из 31      | ▲ 2          |
| 1999 | 7100          | 25,2            | 8 из 31       | ▼ 2          |
| 2002 | 5845          | 20,9            | 7 из 31       | ▼ 1          |
| 2005 | 5527          | 19,1            | 6 из 31       | ▼ 1          |
| 2009 | 3094          | 10,9            | 3 из 31       | ▼ 3          |
| 2013 | 2454          | 8,1             | 2 из 31       | ▼ 1          |
| 2014 | 1919          | 6,5             | 2 из 31       | ▬ 0          |
| 2018 | 1730          | 5,9             | 2 из 31       | ▬ 0          |
| 2021 | 1879          | 7,0             | 2 из 31       | ▬ 0          |
| 2025 | 2092          | 7,4             | 2 из 31       | ▬ 0          |